# Oleh Solodovnik
Oleh Petrovyč Solodovnik (in ucraino Олег Петрович Солодовнік?, in russo Олег Петрович Солодовник?, Oleg Petrovič Solodovnik; Dnipropetrovs'k, 11 dicembre 1966) è un allenatore di calcio a 5 ed ex giocatore di calcio a 5 ucraino con cittadinanza russa.

## Carriera
Come massimo riconoscimento in carriera vanta la partecipazione al FIFA Futsal World Championship 1992 in cui la nazionale russa è stata eliminata nel girone del primo turno comprendente  Spagna, Stati Uniti e Cina. In seguito, Solodovnik ha optato per la selezione ucraina con cui nel 1996 ha disputato la prima edizione del campionato europeo.

### Allenatore
Terminata la carriera di giocatore si è dedicato all'allenamento, guidando per quasi un decennio la formazione ucraina dello Šachtar.